# Петроверигский переулок
Петровери́гский переу́лок — переулок в Центральном административном округе города Москвы. Проходит от улицы Маросейки до Старосадского переулка, изгибаясь практически под прямым углом. Нумерация домов ведётся от Маросейки.

## Происхождение названия
Название XVII века дано по церкви Положения честных вериг святого апостола Петра, освящённой в память чудесного спадения вериг (освобождения от цепей) апостола Петра (пострадала во время пожара 1812 года, разобрана в 1844 году.

## История
Церковь «Положения честны́х вери́г святого апостола Петра» была сооружена в 1669 году боярином И. Д. Милославским в честь брака его дочери Марии Милославской с царём Алексеем Михайловичем, заключённого в день праздника поклонения честным веригам апостола Петра. Храм сильно пострадал во время пожара в Москве в 1812 году, в 1844 году был закрыт и здание разобрано. На месте алтаря был поставлен столб с памятной надписью, снесённый в мае 1923 года. Столб, как и церковь, стоял примерно на том месте, где сейчас находится закруглённая часть дома № 6 по Петроверигскому переулку.

## Примечательные здания и сооружения
По нечётной стороне:
- № 1/10, стр. 3 — Дом жилой (1930-е, архитектор М. И. Бабицкий), ценный градоформирующий объект[2]
- № 3, стр. 1 — Дом жилой (1930-е, архитекторы В. К. Кильдишев, А. Сухов)[3]
- № 5/4, стр. 1 — Дом жилой (1849—1853; 1858; 1878, архитектор Сабанеев), ценный градоформирующий объект[2]
- № 5/4, стр. 1А — Дом жилой (1846—1847; 1904, архитектор А. В. Красильников), ценный градоформирующий объект[2]

По чётной стороне:

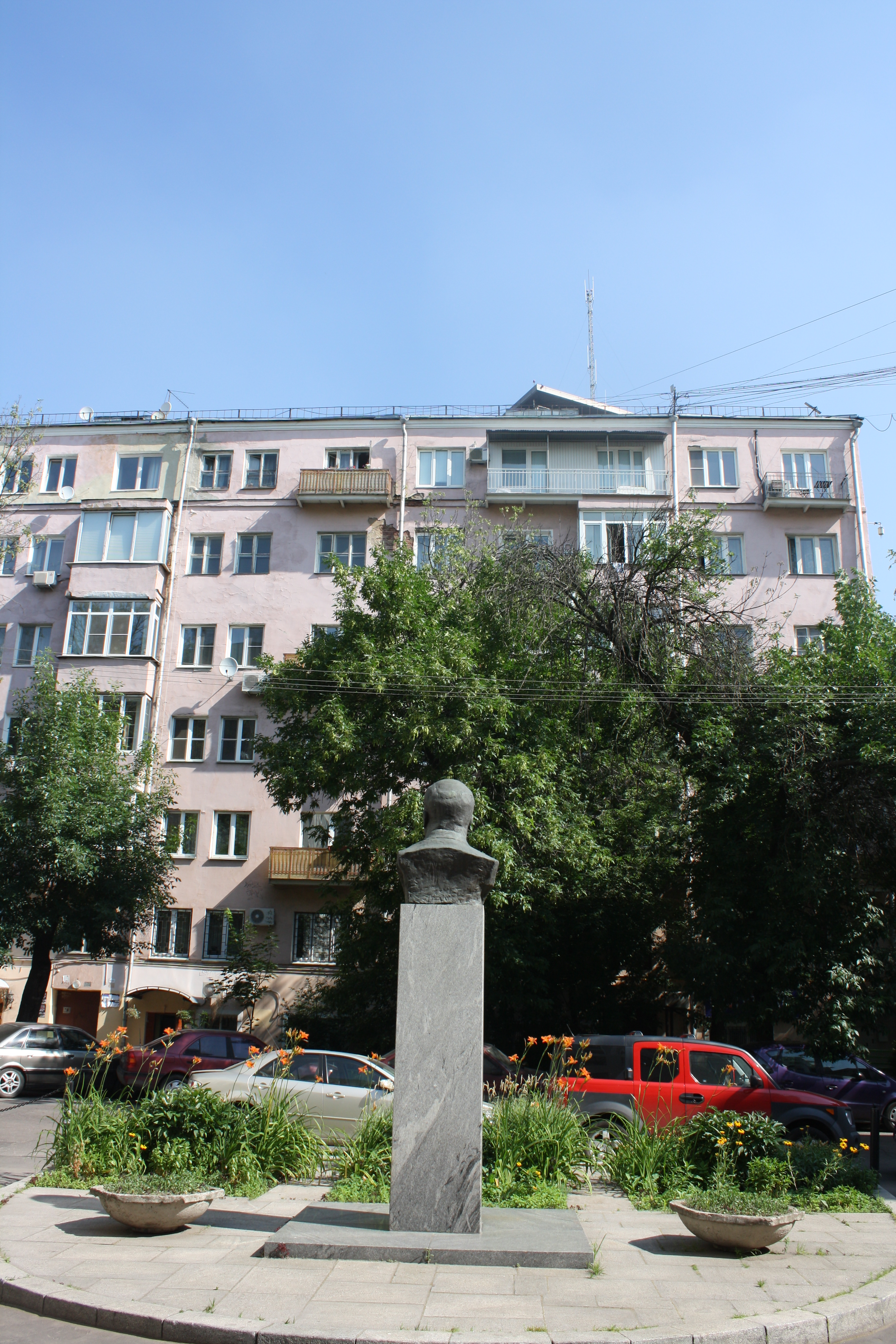
Бюст А. Л. Мясникову. Вид на дом № 3

- № 4 — Двухэтажный дом городской усадьбы Тургеневых-Боткиных, объект культурного наследия федерального значения[2]. Дом был куплен в 1803 году директором Московского университета И. П. Тургеневым. В 1812 году дом сгорел и был отстроен только через несколько лет. 12 октября 1832 года его купил на аукционе богатый купец-чаеторговец П. К. Боткин. В доме жил его сын, терапевт С. П. Боткин[4]. В доме бывали Лев Толстой, И. С. Тургенев, В. Г. Белинский, А. А. Фет, Н. А. Некрасов, Н. П. Огарёв, А. И. Герцен, Н. В. Гоголь. Ныне в доме располагается офис Русской Промышленной Компании. Объект культурного наследия федерального значения[2]. По адресу дом 4 строение 1 расположен Музей военной формы одежды. Перед зданием расположена аллея Правителей России с бюстами государственных деятелей, руководивших Россией от Рюрика до наших дней.
- № 6-8-10, стр. 1, 2, 7 — Ансамбль зданий общежития Коммунистического университета национальных меньшинств Запада им. Ю. Ю. Мархлевского (1929—1931, архитектор Г. М. Дакман, при участии М. Русановой, П. Симакина), объект культурного наследия регионального значения[2]. В 1936 году здание передали Институту иностранных языков (ныне МГЛУ). Его общежитие до сих пор находится в средней части комплекса. По состоянию на 2017 год крайнее крыло здания уже много лет заброшено и находится в аварийном состоянии. После пожара в нём были разобраны заполнения стен, осталась только каркасная конструкция. Эта часть комплекса передана в управление Федеральной службе РФ по контролю за оборотом наркотиков.[5] В конце 2016 года Департаментом культурного наследия г. Москвы утверждено охранное обязательство собственника или иного законного владельца ОКН[6], в марте 2017 г. — предмет охраны[7]. По результатам плановой выездной проверки, проведённой Мосгорнаследием в мае 2017 г.,   в отношении юридического лица, являющегося собственником части помещений здания, выдано предписание с требованием в установленном порядке разработать и согласовать проект приспособления памятника для современного использования[8].
- № 10-8-6, стр. 3 — Пятиэтажное здание Петропавловского мужского училища (1912—1916, архитектор О. В. фон Дессин) при лютеранской церкви святых апостолов Петра и Павла, выявленный объект культурного наследия[2]. Училище на этом месте находилось с 1865 года, до этого старинный дом принадлежал частным лицам. Ныне здание занимает ФГБУ «Государственный научно-исследовательский центр профилактической медицины» Министерства здравоохранения Российской Федерации. В 1973 году перед домом установлен бронзовый бюст академика А. Л. Мясникова (скульптор М. П. Оленин, архитектор В. В. Калинин)[1].
- № 10-8-6, стр. 4 — Жилой дом для преподавателей Петропавловского мужского училища (1912—1913, архитектор О. В. фон Дессин), выявленный объект культурного наследия[2].
- № 12/6, стр. 1 — Доходный дом Саровской пустыни (1913, архитектор И. Т. Барютин; 1916), ценный градоформирующий объект[2].